# Crassispira cubana
Crassispira cubana é uma espécie de gastrópode do gênero Crassispira, pertencente à família Pseudomelatomidae.